# Società Sportiva Alba Roma
Maillots
La Società Sportiva Alba Roma est un club italien de football fondé en 1906 et disparu en 1927, basé à Rome. Sa fusion avec plusieurs clubs romains en 1927 donne naissance à l'AS Rome.
La meilleure performance du club en Championnat d'Italie de football est une deuxième place lors du Championnat d'Italie de football 1924-1925 et lors du Championnat d'Italie de football 1925-1926.